# آگوست ماتیو پانرسون
آگوست ماتیو پانرسون (انگلیسی: Auguste Mathieu Panseron; ۲۶ آوریل ۱۷۹۵ – ۲۹ ژوئیهٔ ۱۸۵۹) آهنگساز اهل فرانسه بود.
وی همچنین برندهٔ جوایزی همچون جایزه بزرگ رم شده‌است.